# Витік річки Нараївка
Ви́тік рі́чки Нара́ївка — гідрологічна пам'ятка природи місцевого значення в Україні. Розташована на північній околиці села Нараїв Тернопільського району Тернопільської області, поблизу хутора Чверті.

## Пам'ятка
Оголошений об'єктом природ-заповідного фонду рішенням Тернопільської обласної ради від 18 березня 1994 року. Перебуває у віданні Нараївської сільської ради.

## Характеристика
Площа — 0,2 га.
Під охороною — місце злиття двох потічків, що формують верхів'я річки Нараївки.